# Benjamin O. Fordham
Benjamin O. Fordham ist ein US-amerikanischer Politikwissenschaftler, der seit 2004 als Professor an der Binghamton University forscht und lehrt. Sein Fachgebiet sind die Internationalen Beziehungen. 2018 amtierte er als Präsident der Peace Science Society (International).
Fordham machte sein Master-Examen an der University of North Carolina at Chapel Hill, an der er auch zum Ph.D. promoviert wurde. Seine Forschungsinteressen gelten dem Einfluss von innenpolitischen und wirtschaftlichen Interessen auf außenpolitische Entscheidungen.

## Schriften (Auswahl)
- A Very Sharp Sword. The Influence of Military Capabilities on American Decisions to Use Force. In: The Journal of Conflict Resolution, Jahrgang 48, Nr. 5/2004, S. 632–656.
- The Political and Economic Sources of Inflation in the American Military Budget. In: The Journal of Conflict Resolution, Jahrgang 47, No. 5/2003, S. 574–593.
- Economic interests, party, and ideology in early cold war era U.S. foreign policy. In: International organization. Nr. 52/2, Frühjahr 1998, S. 359–396.
- Building the Cold War consensus. The political economy of U.S. national security policy, 1949–51. University of Michigan Press, Ann Arbor 1998, ISBN 9780472023370.